# HD 45184
HD 45184是一顆視星等6等的黃矮星，距離地球約71光年，在天球上位於大犬座。 

## 行星系統
HD 45184擁有一顆質量約地球12倍的行星。該行星軌道週期5.88日，以觀測徑向速度法發現。